# Enicospilus kleini
Enicospilus kleini là một loài tò vò trong họ Ichneumonidae.